# Костина Олександр Сергійович
Олекса́ндр Сергі́йович Кости́на — солдат Збройних сил України.

## Короткий життєпис
Проживав у селі Козачі Лагері Херсонської області. Здобув середню спеціальну освіту, неодружений. Призваний Цюрупинським райвійськкоматом. Старший кулеметник Першої оперативної бригади Національної гвардії України. Загинув внаслідок вибуху гранати біля Верховної Ради 31 серпня 2015 року, помер не приходячи до тями. Тоді загинули солдати Ігор Дебрін та Дмитро Сластніков, смертельно поранений солдат Богдан Дацюк.

## Нагороди
За особисту мужність, сумлінне та бездоганне служіння Українському народові, зразкове виконання військового обов'язку відзначений — нагороджений
- 1 вересня 2015 року — орденом «За мужність» III ступеня (посмертно).